# جاي جانجاجال
جاي جانجاجال (بالإنجليزية: Hail The Ganges)‏ هو فيلم درامي هندي صدر في 2016، من إخراج براكاش جا ومن بطولة بريانكا تشوبرا كما ظهر مخرج الفيلم إلى جانبها في دور البطولة، إلى جانب ماناف كول و راهول بهات.
عرض الفيلم في جميع أنحاء العالم يوم 4 مارس 2016. وأعلنت حكومة ولاية ماديا براديش أن الفيلم سيعفى من الضرائب في 9 مارس 2016.

## عن الفيلم
تدور احداث فيلم Jai Gangaajal حول أبها ماثور (بريانكا تشوبرا) التي تعمل مفتشة مباحث جديدة في منصبها، بحيث تجد نفسها في مواجهة عدد كبير من المخربين السياسيين، فتضطر للدخول معهم في صراعات تشمل العنف.

## الممثلين
- بريانكا تشوبرا في دور : أبها ماثور
- براكاش جا في دور : بول نات سينغ
- ماناف كول في دور : بابلو بان دي
- راهول بهات في دور : باوان راغاف